# René Benavides
René Gustavo Benavides del Villar (30 de diciembre de 1922 - 28 de junio de 2009) fue un empresario y político chileno, diputado de la República por un periodo de cuatro años en la década de 1950.
Nació en Valparaíso, como hijo de Juan Maximiano Benavides Obrist y Clara de las Mercedes del Villar Garrido. Cursó estudios en el Seminario de La Serena y en el Liceo Alemán de la capital. Posteriormente realizó cursos especiales de cooperativismo.
En agosto de 1953 contrajo matrimonio con María Feliú Segovia, hija de Miguel Ángel Feliú Golobardes y María de la Asunción Segovia Faura, y hermana de la jurista y senadora 1990-1998, Olga.
De esta unión, que se prolongó hasta 1968 a raíz de la muerte de la mujer, dio como fruto nueve hijos, entre los que se cuenta el ingeniero comercial y empresario, Juan.
En el plano político llegó a ser presidente del Partido Agrario Laborista, entidad a la que representó en la Cámara Baja entre 1953 y 1957, por la 4ª Agrupación Departamental.
Desarrolló una larga carrera en el sector privado, llegando a ocupar gerencias de diversas entidades, entre las que se destaca la Cooperativa Cardenal Caro, Forestal Carampangue, Minera Tamaya y la Asociación de Exportadores de Chile.